# Henry Seymour Conway
Henry Seymour Conway (ur. 1721, zm. 9 lipca 1795) – brytyjski arystokrata, wojskowy i polityk.

## Życiorys
Był młodszym synem Francisa Seymoura-Conwaya, 1. barona Conway, i Charlotte Shorter, córki Johna Shortera. Był młodszym bratem 1. markiza Hertford. W 1737 r. zaciągnął się do pułku dragonów Moleswortha. Walczył w wojnie o sukcesję austriacką jako porucznik 1 pułku pieszego gwardii. Brał udział w bitwach pod Dettingen i Fontenoy. Brał również udział w tłumieniu powstania jakobickiego w 1746 r. i w Culloden. Walczył również w Niemczech podczas wojny siedmioletniej.
Jako polityk Conway był związany ze swoim kuzynem, Horace’em Walpole’em. Należał do frakcji wigów, kierowanej przez lorda Rockinghama. W latach 1741–1774 i 1775–1784 zasiadał w Izbie Gmin reprezentując kolejno okręgi Higham Ferrers (1741–1747), Penryn (1747–1754), St Mawes (1754–1761), Thetford (1761–1774) i Bury St Edmunds (1775–1784).
Conway szybko stał się jednym z czołowych polityków swojego stronnictwa. Kiedy lord Rockingham stanął w 1765 r. na czele brytyjskiego rządu, Conway został ministrem południowego departamentu. W 1766 r. został ministrem północnego departamentu w rządzie lorda Chathama. Opowiadał się za łagodniejszą polityką wobec amerykańskich kolonii i popierał zniesieni Stamp Act z 1766 r. W styczniu 1768 r. podał się do dymisji. W latach 1765–1768 był ponadto przewodniczący Izby Gmin.
Po dymisji Conway powrócił do czynnej służby wojskowej. W 1772 r. został pełnym generałem i gubernatorem Jersey. Pozostał również prominentnym deputowanym Izby Gmin. Krytykował rząd lorda Northa za jego posunięcia wobec amerykańskich kolonii. W 1782 r. zgłosił, przyjęty później przez Izbę Gmin, wniosek o wotum nieufności dla rządu.
Na czele nowego rządu stanął lord Rockingham, który mianował Conwaya członkiem gabinetu jako głównodowodzącego Sił Zbrojnych. Conway pozostał na tym stanowisku w gabinecie Shelburne’a i odszedł po upadku tego gabinetu w 1783 r. Rok później utracił miejsce w Izbie Gmin. W 1793 r. otrzymał stopień marszałka polnego. W tym samym roku przestał być naczelnym dowódcą Sił Zbrojnych.
Angielską rezydencją Conwaya był Park Palce w Remenham w hrabstwie Berkshire. Conway poślubił 19 grudnia 1747 r. Caroline Bruce, hrabinę Elgin, córkę 4. księcia Argyll i wdowę po 4. hrabim Elgin. Miał z nią jedną córkę, rzeźbiarkę Anne Seymour Damer.